# Aiden Flowers
Aiden James Flowers, né le 13 décembre 2004 à Gulfport, Mississippi, est un acteur américain. Il est surtout connu pour avoir interprété le jeune Klaus Mikaelson dans la série du réseau CW The Originals . Il est également apparu dans les films The Big Short, Miss Peregrine et les Enfants Particuliers et The Birth of a Nation de Nate Parker.

## Biographie

### Jeunesse
Aiden Flowers est né le 13 décembre 2004 à Gulfport, Mississippi. Il est le fils d'Anthony Flowers, spécialiste de la migration de logiciels, et de Mandye Self Flowers, administratrice d'un hôpital. Il a des sœurs plus jeunes, Camden et Carsen Flowers, jumelles nées toutes les deux le 26 mai 2006. Lorsqu'on lui a demandé ce qu'il voulait faire comme métier, Flowers a toujours répondu sans hésitation : "Je veux être acteur". Flowers a déménagé avec ses parents et ses sœurs de Gulfport à Brandon en 2006. En 2011, lui et ses sœurs ont été découverts par un agent artistique de la Nouvelle-Orléans lors d'un concours d'amateurs à Jackson.

### Carrière
En août 2012, Aiden Flowers a officiellement commencé sa carrière lorsqu'il a joué le rôle de soutien de Peter Pinkerton dans l'adaptation musicale de Pinkalicious de Victoria Kann, un rôle pour lequel il remportera plus tard le prix du "Meilleur acteur dans un second rôle" pour l'Actor's Playhouse 2012. saison.[réf. nécessaire] Flowers a joué le fils d'un personnage principal dans Home Sweet Hell  (2015). Flowers a été présenté dans Smothered de John Schneider, où il a joué un rôle de soutien en tant que frère d'Abigail Breslin, ( jouée par la vraie sœur d'Aiden, Carsen Flower), et fils d'Arnold Schwarzenegger.
En 2014, Aiden Flowers est choisi pour le rôle récurrent du jeune Klaus Mikaelson, dans la série télévisée du réseau CW, The Originals, une série dérivée de la série Vampire Diaries. Klaus Mikaelson, le personnage principal, apparu pour la première fois dans la saison 2 de Vampire Diaries, est rapidement devenu l'un des favoris des fans. Aiden Flowers apparait pour la première fois dans l'épisode 1.16, Pour toujours et à jamais, où il aide à définir l'histoire de Klaus. Son interprétation du jeune Klaus est très appréciée tant par les acteurs que par les fans, et il est régulièrement invité à des événements de fans en Géorgie et dans tout le sud-est. Joseph Morgan, qui incarne Klaus comme un adulte, déclare dans des interviews que c'était un soulagement de pouvoir partager une partie du fardeau de la définition du personnage de Klaus Mikaelson avec un jeune interprète aussi talentueux. Il revient en tant que jeune Klaus dans les flashbacks tout au long de la série.
Aiden Flowers joue ensuite dans La victoire à tout prix, dont il partage le rôle principal aux côtés d'une actrice qui a également joué dans The Originals, Danielle Campbell. Dans ce film, les deux acteurs sont des frères et sœurs contraints de faire face à une décision difficile après une tragédie familiale. Il fait également ses débuts commerciaux nationaux en 2015 en tant que « enfant jouant du tennis de table » qui a battu Peyton Manning dans une publicité de Nationwide Mutual Insurance. Il joue des rôles de soutien dans le film d'horreur de Darren Lynn Bousman, Abattoir , et dans le film Mind Puppets, pendant cette période. En avril 2015, il est choisi pour incarner Jacob Portman de 10 ans, dans un flashback, dans l'adaptation de Tim Burton de Miss Peregrine et les Enfants Particuliers. Il teint ses cheveux en noir et porta des lentilles bleues pour correspondre à Asa Butterfield, qui jouait le rôle principal du Jacob Portman de maintenant dans le film. Entre les scènes de tournage de Miss Peregrine, il est choisi pour jouer la version plus jeune du personnage de Christian Bale, Michael Burry, dans The Big Short. Aiden Flowers s'est également rendu à Savannah, en Géorgie, pour filmer un second rôle dans The Birth of a Nation de Nate Parker pendant cette période. En 2016, Flowers joue le rôle de Bobby Joe Potrillo dans le film Craftique, une comédie basée sur le monde des salons de bricolage, et partagera le rôle principal avec Kennedy Brice dans le film Castle in the Woods.

## Vie privée
Pendant ses temps libres, Aiden Flowers aime participer à la chorale primée Brio et au groupe de jeunes de son église. Il aime également faire de la randonnée, chanter, danser, jouer du piano, écrire des chansons, créer ses propres films Lego en stop-motion et regarder de la lutte professionnelle. Sa couleur préférée est le bleu et l'acteur avec lequel il aimerait le plus travailler serait Sylvester Stallone.

## Filmographie

### Films
| Année | Titre                                      | Rôle                    |
| ----- | ------------------------------------------ | ----------------------- |
| 2014  | 2 Bedroom 1 Bath                           | Billy                   |
| 2014  | Dangerous Housewife                        | Andrew Champagne        |
| 2015  | Maggie                                     | Bobby Vogel             |
| 2015  | Champion, une équipe gagnante              | Thomas                  |
| 2015  | June                                       | Harceler                |
| 2015  | The Big Short                              | Michael Burry enfant    |
| 2016  | The Birth of a Nation                      | John Clarke enfant      |
| 2016  | Smothered                                  | Kid                     |
| 2016  | Abattoir                                   | Charlie                 |
| 2016  | La Victoire à tout prix                    | Rudy Rhodes             |
| 2016  | Miss Peregrine et les Enfants particuliers | Jacob Portman de 10 ans |

### Télévision
| Année | Titre         | Rôle                  | Épisodes                                                                                                   |
| ----- | ------------- | --------------------- | --- |
| 2014  | The Originals | Klaus Mikaelson jeune | S1.16 - Pour toujours et à jamais S2.03 - L'Invitation S2.07 - En plein cœur S4.05 - Il n'en restera qu'un |
| 2014  | Salem         | Hale jeune            | S1.11 - Un plan diabolique                                                                                 |